# Смирновський заказник
Смирновський — гідрологічний заказник місцевого значення в Україні. Об'єкт природно-заповідного фонду Сумської області.
Розташований біля с. Москаленки Білопільської міської громади Сумського району.
Площа — 56,85 га. Статус надано згідно з рішенням 27-ї сесії Сумської обласної ради 7-го скликання від 17.05.2019 «Про зміни в мережі територій та об'єктів природно-заповідного фонду області». Перебуває у віданні Білопільської РДА.
Охороняється ставок площею 43 га з прибережною захисною смугою на струмку, що є лівою притокою малої річки Вир. У заказнику мешкає низка видів комах, риб, земноводних та птахів, що занесені до охоронних списків міжнародного, національного (Червона книга України) та регіонального рівнів: карась золотистий, ропуха звичайна, чапля сіра та ін.
Заказник має природоохоронне, наукове, рекреаційне, пізнавальне та еколого-освітнє значення.